# Julian Steward
Julian Haynes Steward (ur. 31 stycznia 1902 w Waszyngtonie, zm. 6 lutego 1972 w Urbana) – amerykański antropolog, najbardziej znany ze swojej roli w rozwijaniu „koncepcji i metody” ekologii kulturowej, a także naukowej teorii zmiany kultury.

## Wczesne życie i edukacja
Steward urodził się w Waszyngtonie, gdzie mieszkał na Monroe Street, a później na Macomb Street w Cleveland Park.
W wieku 16 lat Steward rozpoczął edukację w szkole z internatem w Deep Springs Valley w Kalifornii w Great Basin. Doświadczenie Stewarda w nowo utworzonej Deep Springs Preparatory School, położonej wysoko w Białych Górach (która później stała się Deep Springs College), miało znaczący wpływ na jego zainteresowania naukowe i zawodowe. Bezpośrednie zaangażowanie Stewarda w uprawę ziemi (w szczególności utrzymanie przez nawadnianie) oraz mieszkający tam Północni Pajutowie przyczyniły się do rozwoju jego teorii i metody ekologii kulturowej.
Steward studiował przez rok w Berkeley u Alfreda Kroebera i Roberta Lowie, po czym przeniósł się na Cornell University: naukę tam ukończył w 1925 r. z tytułem licencjata z zoologii. Chociaż Cornell, jak większość ówczesnych Uniwersytetów, nie miał wydziału antropologicznego, jego kierownik Livingston Farrand wcześniej był mianowany profesorem antropologii na Columbia University. Farrand poradził Stewardowi, aby kontynuował swoje zainteresowanie (lub, jak mówił Steward, jego już wybraną „pracę życiową”) antropologią w Berkeley. Steward studiował u Kroebera i Lowiego (geografii regionalnej uczył go Oskar Schmieder) w Berkeley, gdzie jego praca doktorska The Ceremonial Buffoon of American Indian, Study of Ritualized Clowning and Role Reversals została przyjęta w 1929 roku.

## Kariera naukowa
Steward założył Wydział Antropologii na Uniwersytecie Michigan, gdzie wykładał do 1930 r. Następnie zastąpił go Leslie White, z którym co modelu „uniwersalnej” ewolucji kulturowej się nie zgadzał, jednak zyskał dzięki temu popularność i stał się sławny. W 1930 r. Steward przeniósł się na University of Utah, który odpowiadał mu ze względu na jego bliskość do Sierra Nevada i możliwości badań archeologicznych w Kalifornii, Nevadzie, Idaho i Oregonie.
Zainteresowania naukowe Stewarda koncentrowały się na „egzystencji” – dynamicznej interakcji człowieka, środowiska, technologii, strukturze społecznej i organizacji pracy – podejściu, które Kroeber uważał za „ekscentryczne”, oryginalne i innowacyjne. W 1931 r. Steward, zmuszony do zdobycia pieniędzy, rozpoczął prace w terenie nad Shoshone Great Basin pod auspicjami Kroeber's Culture Element Distribution (CED); w 1935 roku otrzymał nominację do Smithsonian's Bureau of American Ethnography (BAE), które opublikowało niektóre z jego najbardziej wpływowych dzieł. Wśród nich znalazły się: Basin-Plateau Aboriginal Sociopolitical Groups (1938), które „w pełni wyjaśniły” paradygmat ekologii kulturowej i oznaczały odejście od dyfuzjonistycznej orientacji antropologii amerykańskiej.
Steward był wydawcą monograficznej serii Handbook of South American Indians [Podręcznik Indian Ameryki Południowej]. W 1943 r. w Smithsonian Institution założył Institute for Social Anthropology. Działał również w komitecie utworzonym w celu reorganizacji American Anthropological Association i brał udział w tworzeniu National Science Foundation. Był także aktywny w dziedzinie archeologii: z powodzeniem lobbował w Kongresie, aby utworzyć Komitet ds. Odzyskiwania Pozostałości Archeologicznych (początek tak zwanej dziś „archeologii ratunkowej”) i współpracował z Gordonem Willeyem nad ustanowieniem projektu Viru Valley, ambitnego programu badawczego przeprowadzonego w Peru.
Steward szukał międzykulturowych prawidłowości, starając się dostrzec prawa kultury i zmiany kulturowe. W swojej pracy wyjaśnił zmienność złożoności organizacji społecznej jako ograniczoną w zakresie możliwości środowiska. W kategoriach ewolucyjnych umieścił to podejście do ekologii kulturowej jako „wieloliniowe”, w przeciwieństwie do jednowymiarowych modeli typologicznych popularnych w XIX wieku i „uniwersalnego” podejścia Leslie White'a.
Najważniejszy wkład teoretyczny Stewarda odbył się podczas jego lat nauczania na Uniwersytecie Columbia (1946–53r.). W tym czasie na uczelni pojawiła się fala  weteranów II wojny światowej, którzy uczęszczali do szkoły, dzięki GI Bill. Steward szybko utworzył grupę studentów, którzy mieliby mieć ogromny wpływ na historię antropologii, w tym Sidney Mintz, Eric Wolf, Roy Rappaport, Stanley Diamond, Robert Manners, Morton Fried, Robert F. Murphy i wpłynął na innych uczonych, takich jak jako Marvin Harris. Wielu z tych studentów uczestniczyło w Portoryko Project, kolejnym na dużą skalę badaniu grupowym, które koncentrowało się na modernizacji w Puerto Rico.
Następnie Steward kontynuował swoją karierę na Uniwersytecie Illinois w Urbana i Champaign, gdzie przewodniczył Zakładowi Antropologii i kontynuował nauczanie aż do przejścia na emeryturę w 1968 r. Tam podjął się jeszcze jednego dużego badania: porównawczej analizy modernizacji w jedenastu społeczeństwach trzeciego świata. Wyniki tych badań zostały opublikowane w trzech tomach zatytułowanych „Współczesna zmiana w tradycyjnych społeczeństwach”.
Steward zmarł w 1972 r.

## Publikacje
- The clown in native North America, 1929
- Petroglyphs of California and Adjoining States, 1929
- Archaeology of the Dallas-Deschutes Region, 1930
- Ethnography of the Owens valley Paiute, 1933
- Two Paiute autobiographies, 1934
- Indian Tribes of Sequoia National Park Region, 1935
- Petroglyphs of the United States, 1937
- Ancient caves of the Great Salt lake region, 1937
- Culture element distribution, no. xiii: nevada shoshone/facsimile, 1938
- Panatubiji' an Owens Valley Paiute, 1938
- Culture Element Distributions: Northern & Gosiute Shoshone, 1938
- Basin-plateau aboriginal sociopolitical groups, 1938
- Handbook of South American Indians, 1946
- Volume 3: The Tropical Forest Tribes, 1948
- Area research, theory and practice, 1950
- Theory of Culture Change, 1955
- The people of Puerto Rico, 1956
- Native peoples of South America, 1959
- Physical Anthropology, Linguistics and Cultural Geography of South American Indians, 1963
- The Concept and Method of Cultural Ecology, 1969
- Teoria del mutamento culturale
- Evolution and ecology
- Irrigation Civilizations: A Comparative Study
- Some Western Shoshoni Myths
- Alfred Kroeber
- The Northern Paiute Indians
- Smithsonian Institution Bureau of American Ethnology, Bulletin
- Smithsonian Institution Bureau of American Ethnology, Bulletin
- Notes on hillers' photographs of the paiute and ute indians taken on the powell expedition of 1873
- Lemhi shoshoni physical therapy: smithsonian institution, bureau of american ethnology, anthropological papers[7]

## Praca i wpływ
Oprócz roli nauczyciela i administratora, Steward jest najbardziej znany ze swojej metody i teorii ekologii kulturowej. W pierwszych trzech dekadach XX wieku antropologia amerykańska była podejrzliwa wobec uogólnień i często nie chciała wyciągać szerszych wniosków z drobiazgowo szczegółowych monografii opracowanych przez antropologów. Steward jest znany z oddalania antropologii od tego bardziej szczegółowego podejścia i rozwijania bardziej nomotetycznego kierunku społeczno-naukowego. Jego teoria „wieloliniowej” ewolucji kulturowej badała sposób, w jaki społeczeństwa dostosowały się do swojego środowiska. To podejście było bardziej zniuansowane niż teoria „uniwersalnej ewolucji” Lesliego White'a, na którą wpływ mieli myśliciele tacy jak Lewis Henry Morgan.
Zainteresowanie Stewarda ewolucją społeczeństwa, skłoniło go również do zbadania procesów modernizacji. Był jednym z pierwszych antropologów, którzy zbadali sposób, w jaki poziomy społeczne i krajowe były ze sobą powiązane. Zakwestionował możliwość stworzenia teorii społecznej, która obejmowałaby całą ewolucję ludzkości; argumentował również, że antropologowie nie ograniczają się do opisu konkretnych, istniejących kultur. Steward uważał, że możliwe jest stworzenie teorii analizujących typową, wspólną kulturę, reprezentatywną dla określonych epok lub regionów. Jako czynniki decydujące o rozwoju danej kultury wskazał na technologię i ekonomię, zwracając uwagę, że istnieją czynniki wtórne, takie jak systemy polityczne, ideologie i religie.
Opierając się na podstawach naukowych, Steward początkowo koncentrował się na ekosystemach i środowiskach fizycznych, ale wkrótce zainteresował się, w jaki sposób środowiska te mogą wpływać na kultury. To właśnie podczas lat nauczania, które trwały do 1952 r., napisał zapewne swój najważniejszy wkład teoretyczny: „Przyczynowość kulturowa i prawo: próbne sformułowanie rozwoju wczesnych cywilizacji (1949r.)”, „Badania terenowe: teoria i praktyka” „(1950), „ Levels of Socialociultural Integration ”(1951r.),„Evolution and Process (1953r.) oraz „The Cultural Study of Contemporary Soc Communities: Puerto Rico” (Steward and Manners 1953 r.). Publikacje wydane w latach 1949–1953 według badaczy dorobku Stewarda "reprezentują prawie całą gamę Stewarda”.
Clemmer mówił o Stewardzie: „... [jego podejście] można scharakteryzować jako perspektywę, która mówi, że ludzie są w dużej mierze zdefiniowani przez to, co robią w trakcie swojego życia". Clemmer wskazywał dwie prace Stewarda, które zaprzeczają jego charakterystycznemu stylowi i ujawniają mniej znany aspekt jego pracy, a mianowicie „Aborygenom i historycznym grupom Indian Ute z Utah: Analizy i rodzimych składników Indian Ute z White River” (1963r.) oraz „The Northern Paiute Indians”.